# Silene plutonica
Silene plutonica är en nejlikväxtart som beskrevs av Naud. och C. Gay. Silene plutonica ingår i släktet glimmar, och familjen nejlikväxter. Inga underarter finns listade i Catalogue of Life.